# Alfred Cornelius Howland
 Alfred Cornelius Howland  est un peintre américain de la Nouvelle Angleterre. Il est né le 1838 dans le New Hampshire et mort en 1909 à Pasadena en Californie.

## Biographie
Son père est un architecte et constructeur de la Nouvelle Angleterre. Alfred Cornelius Howland commence sa formation comme lithographe à Boston. Il part ensuite étudier en Europe à partir de 1859, tout d’abord à l’Académie des beaux-arts de Düsseldorf sous Andreas Müller puis à Paris sous Émile Lambinet et ou il côtoie l’École de Barbizon entre 1860 et 1864. De retour à Boston, il passe ses étés à Williamstown, dans le Massachusetts. Il épouse en 1871 Clara Ward, la fille d’Oliver Delancy Ward, une famille en vue de New York et devient actif à New York. Il devient membre de la National Academy en 1882. Il est aussi membre de la Century Association pendant 43 ans.

## Œuvres
Ses œuvres comportent des paysages, des portraits et surtout des scènes de genre rustique de la Nouvelle-Angleterre. Il a été influencé par l’École de Barbizon dont Corot, Théodore Rousseau et Jean-François Millet.